# شنونده شب (فیلم)
شنوندهٔ شب (به انگلیسی: The Night Listener) فیلمی آمریکایی در ژانر دلهره‌آور روانشناسانه محصول سال ۲۰۰۶ است.

## خلاصه داستان
یک مجری برنامه رادیویی در میانه‌ی رابطه پر فراز و نشیبش ، از طریق تلفن با بزرگترین طرفدارش که پسری جوان است ارتباط برقرار می‌کند. اما وقتی پرسش هایی درباره هویت پسر جوان به میان می‌آید زندگی مجری دچار آشوب می‌شود...